# Kathedrale von Tanger

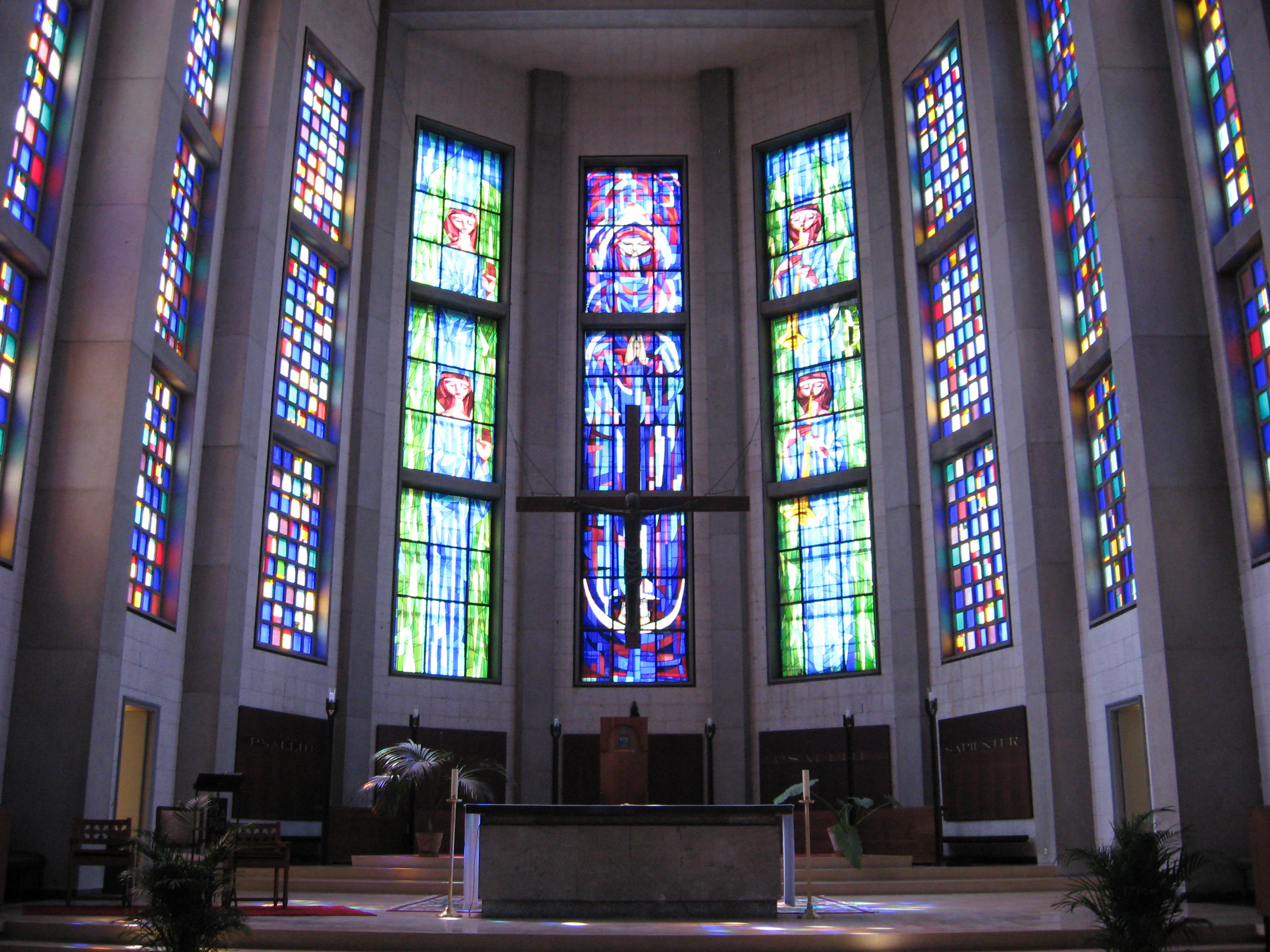
Kathedrale von Tanger, Apsis

Die der Himmelfahrt Mariens geweihte Kathedrale von Tanger ist der Sitz des katholischen Erzbistums der marokkanischen Hafenstadt Tanger.

## Lage
Die Kathedrale steht an exponierter Stelle an der Avenue Hassan II in der Neustadt (Ville nouvelle) von Tanger; sie ist weniger als 1 km (Fußweg) in südwestlicher Richtung von der Altstadt (medina) entfernt.

## Geschichte und Architektur
Die modern wirkende, eintürmige Kathedrale wurde zu Beginn der 1960er Jahre vom spanischen Architekten Luis Martìnez-Feduchi Ruiz geplant und erbaut; sie wurde im Jahr 1961 geweiht. Der einschiffige Bau ist im Wesentlichen eine Betonkonstruktion; zwischen die Pfeiler sind Mauerwerk und Glasfenster eingespannt, wobei insbesondere die drei Mittelfenster der halbrunden Apsis hervorzuheben sind. 

## Sonstiges
- Die Kathedrale beherbergt eine Kopie der „Himmelfahrt Mariens“ nach einem Original von Murillo.
- In der Krypta ruhen die Gebeine des im Jahr 1896 verstorbenen Franziskaner-Paters José Maria Lerchundi, der von 1862 bis zu seinem Tod in Marokko lebte und verschiedenen Sultanen als Übersetzer diente. Darüber hinaus installierte er eine Druckerei.
- Auf dem leicht ansteigenden Weg von der Medina zur Kathedrale steht die von einem kleinen Friedhofsgarten umgebene anglikanische Sankt-Andreas-Kirche.
- In der Medina auf dem Wege zum Hafen liegt die alte Franziskanerkirche mit einem angrenzenden Klostergebäude, das von Schwestern des Mutter-Teresa-Ordens Missionarinnen der Nächstenliebe für soziale Zwecke genutzt wird.